# Самохина, Александра Александровна
Алекса́ндра Алекса́ндровна Само́хина (род. 1 ноября 1983, Ростов-на-Дону, Ростовская область, РСФСР, СССР) — российская актриса театра и кино.

## Биография
Родилась 1 ноября 1983 года в Ростове-на-Дону в семье актёров Анны и Александра Самохиных.
В 2004 году окончила Санкт-Петербургскую театральную академию (курс Владимира Петрова).
Сразу после окончания академии, в 2004 году, начала служить в драматическом театре «Комедианты».
В кино дебютировала в 1989 году в эпизоде фильма «Дон Сезар де Базан».

## Личная жизнь
- Первый муж (2011) — Виталий Гутенев (род. 1988 )[4][5]. 
  - Дочь — Ева (род. 2011).
- Второй муж (с 2019) — Антон Зелепутин, психоаналитик. 
  - Сын — Иван (род. 2020).

## Фильмография
- 1989 — Дон Сезар де Базан — девочка-цыганка
- 1990 — Волчья стая
- 2001—2004 — Чёрный ворон — Нюта Чернова
- 2003 — Агент национальной безопасности 4 — Лиза
- 2003 — Три цвета любви — Маша Петрова
- 2004 — Легенда о Тампуке
- 2005 — Тронутые — Лена Банникова
- 2008 — Литейный, 4 — Таня
- 2008 — Объявлены в розыск — жена Лазаря
- 2009 — Правило лабиринта
- 2010 — Маленькие трагедии
- 2012 — Последняя жертва — Вера
- 2012 — ППС-2 Таня
- 2013 — 7 главных желаний
- 2013 — Папа в законе — Валерия Неверова
- 2013 — Чужая женщина — Вера
- 2015 — Зачарованные (русский сериал 1 сезон)
- 2019 — Великолепная пятёрка — Кристина
- 2020 — Великолепная пятерка-3 — Кристина
- 2022 — Тайны следствия (22 сезон) — Елена Завьялова